# Galvanoplàstia
La galvanoplàstia és una galvanització similar a la galvanostègia, però que permet, mitjançant l'electròlisi, dipositar un metall sobre un no conductor, o de reproduir en forma de metall un objecte no metàl·lic en aquest cas es diu d'electroconformació. El mètode és molt similar a galvanostègia amb la diferència que el càtode no és l'objecte en si mateix (ja que no és conductor), sinó que s'aplica sobre una capa prèvia conductora, per exemple, de grafit.

## Història
Els primers experiments de deposició de metall per electròlisi d'or van ser fets el 1802 pel científic de Pavia Luigi Valentino Brugnatelli (un amic personal d'Alessandro Volta, que va dur a terme amb ell estudis sobre les aplicacions de la Pila de Volta acabada d'inventar), per tant, pot ser considerat com l'inventor de la galvanoplàstia.

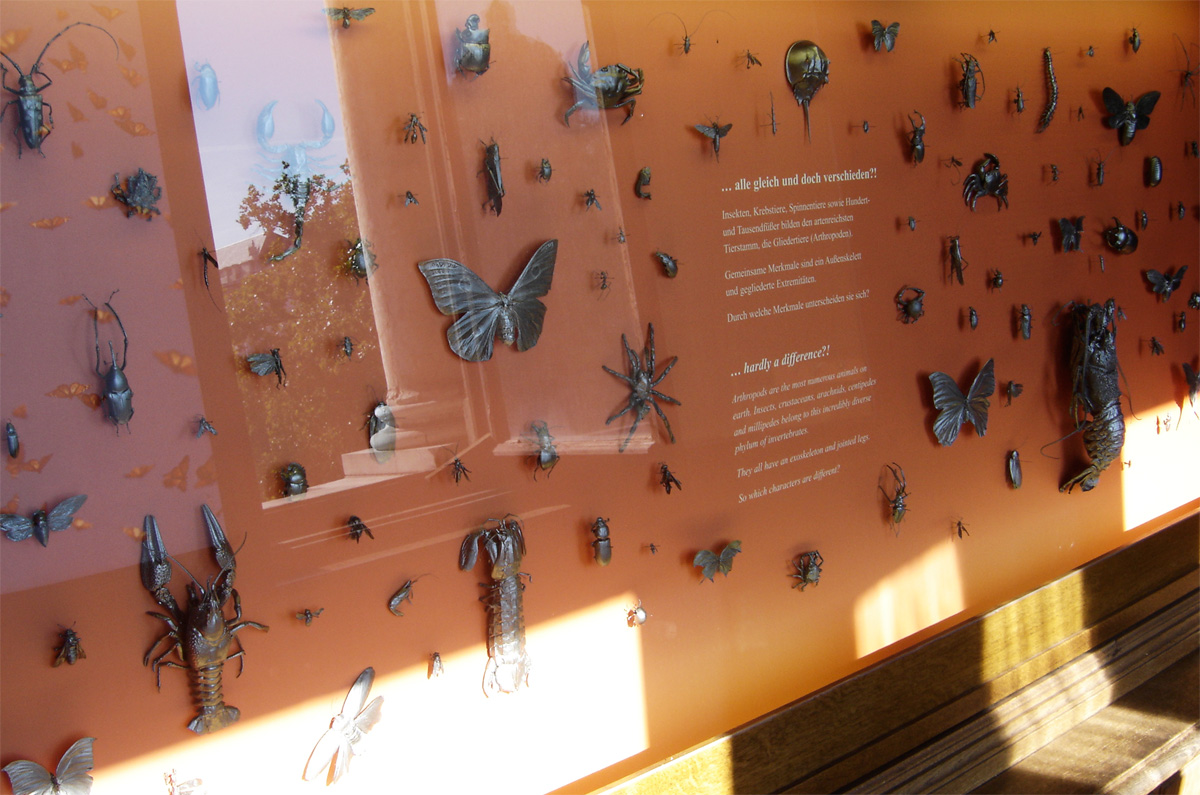
Col·lecció de peces de Galvanoplàstia museu d'història natural de Viena

## Electroconformació
S'anomena electroconformació quan es tracta d'una capa de metall en el negatiu (o positiu, depenent de l'efecte que es vol aconseguir) l'objecte a adonar-se que és possible separar-se. D'aquesta manera es pot obtenir gravats per impressió molt precisos, fins i tot encara que requereixin més temps que la forja mecànica o l'ús de productes químics nocius per als éssers humans.

## Usos
La galvanoplàstia és d'ús freqüent en l'electrònica per crear les pistes d'un circuit imprès, fins i tot de mida infinitesimal, recobrint materials no conductors, com ara ceràmica, fibra de vidre o plàstic. La galvanoplàstia s'aplica en el camp de la indústria per a fer motlles d'objectes o altres productes, i en camps artístics com la joieria, l'escultura o la impremta. També s'utilitzà en el passat en les ciències naturals, per crear reproduccions duradores i fidels de plantes i criatures molt sensibles, encara que la galvanoplàstia com tècnica de preservació avui dia en desús.